# La Salita
La Salita är en ort i Mexiko.   Den ligger i kommunen Nopala de Villagrán och delstaten Hidalgo, i den sydöstra delen av landet, 100 km nordväst om huvudstaden Mexico City. La Salita ligger 2 363 meter över havet och antalet invånare är 165.
Terrängen runt La Salita är kuperad österut, men västerut är den platt. Runt La Salita är det ganska tätbefolkat, med 155 invånare per kvadratkilometer. Närmaste större samhälle är Nopala de Villagran, 1,9 km norr om La Salita. I omgivningarna runt La Salita växer huvudsakligen savannskog.